# Fujiwara no Asakari
Fujiwara no Asakari (藤原朝狩, [( ?? - 764] Erro: {{japonês}}: texto da transliteração contém caractere não latino (pos 14) (ajuda)) foi um nobre do período Nara da história do Japão. 
Também conhecido como Emi no Asakari. 
Quarto filho de Fujiwara no Nakamaro era membro do  Ramo Nanke do Clã Fujiwara.  
Em 762 participou da campanha de pacificação dos Emishi comandando o Castelo Taga em Ichikawa  
Morreu junto com seu pai em 764 na rebelião contra  a Ex-Imperatriz Koken e seu Daijō Daijin Dokyo . 